# المشاهدة (عشيرة)
قبيلة السادة المشاهدة الأشراف الرضوية الموسوية الحسينية الهاشمية ، إحدى القبائل العربية المتواجدة في منطقة دول مجلس التعاون الخليجي والعراق والشام، ويعود نسبهم إلى بني الحسين بن علي بن أبي طالب.

## نسبها
يعود نسب قبيلة السادة المشاهدة إلى الشريف مسلم الكبير بن أبو بكر بن إبراهيم بن أبو بكر بن إبراهيم بن إسماعيل بن جعفر بن إسماعيل بن يعقوب بن عبد الله أبو الغنائم بن محمد الأشقر بن عبد الله المنتخب بن علي المنتخب بن جعفر الزكي بن علي الهادي بن محمد الجواد بن علي الرضا بن موسى الكاظم بن جعفر الصادق بن محمد الباقر بن علي زين العابدين بن الحسين بن علي بن أبي طالب.

## تسميتها
تنتسب قبيلة السادة آل البيت والجد الأكبر للقبيلة هو السيد مسلم الكبير الذي قدم بعوائل من القبيلة من الحجاز في نهايات القرن السادس الهجري مع ولديه (ثابت ومنصور) إلى منطقة مشهد الحجر التي تعرف باسم (مشهد علي) في غرب العراق والواقعة على بعد من 5 إلى 10 كم شمال غرب مدينة عانة الحالية واستقروا بها، وقد كان أفراد القبيلة حتى أواسط القرن السابع الهجري يعرفون باسم (الأشراف السادة) وبعد استقرارهم في منطقة مشهد الحجر أصبحوا بعدها يعرفون باسم (السادة المشاهدة).
و(مشھد علي) ھو أثر تاريخي إسلامي لمكان مر به علي بن أبي طالب وتحمل جدران المسجد كتابات عربية تشهد على مروره بھذه المنطقة حيث رحل علي إلى المعركة بجيشه من الكوفة مروراً بمدن الفرات نحو منطقة الرقة السورية وفي طريقه إلى ميدان المعركة، كان الخليفة وجيشه يرتاحان من عناء السفر، وھذا ما حصل في (مشھد الحجر)، حيث أدى علي الصلاة في ھذه المنطقة، وراح أھالي القرى المجاورة فيما بعد يرتادون المكان ذاته للصلاة تبركاً بالمكان الذي صلى فيه علي. ولما سمع الأمير نور الدين زنكي بما يقوم به الرعية، طلب قدوم وفد من مكة المكرمة، فجاءهُ الوفد برئاسة الشريف مسلم الكبير الذي أوكله الأمير بناء مسجد في ذات المكان الذي أدى فيه علي الصلاة ومن بعد ذلك قام السيد مسلم الكبير بالإشراف على المسجد وخدمته.
وقد كان أفراد القبيلة حتى أواسط القرن السابع الھجري يعرفون باسم (الأشراف السادة) وبعد استقرارھم في منطقة مشھد الحجر الواقع شمال غربي عانة، وأطلقت التسمية على جدهم الأكبر مسلم بن أبي بكر وذريته من بعده، وعرفوا بعدھا باسم (السادة المشاھدة).

## مساكنها
- المدينة المنورة في (أثيفية في وادي العقيق) وهم أبناء أبو بكر بن مسلم الكبير.
- العراق حوض نهر الفرات ابتداءً «من البوكمال في سوريا مرورا» بالمدن الواقعة على ضفة نهر الفرات وهي (القائم، عانة، راوة، حديثة، هيت، الرمادي، الفلوجة، أبو غريب، الرضوانية، اللطيفية، الإسكندرية، المحمودية، المسيب) حتى سدة الهندية وعين التمر في كربلاء والنجف، وفي العاصمة بغداد وخاصة في الطارمية والمشاهدة والتاجي والأحياء القديمة في الكرخ (حي المشاهدة، الحرية) وأحياء أخرى غرب بغداد هي (العدل، الجامعة، الخضراء، العامرية، الغزالية) وفي شرق بغداد حي الأعظمية وباب الشيخ، وفي محافظة نينوى في الأحياء القديمة وأقضية ونواحي المدينة منها مدينة المشاهدة وفي محافظة صلاح (الدجيل وبلد) إضافة العوائل المتفرقة في كافة محافظات العراق.
- سوريا في الرحبة وتمتد بين المياذين والبوكمال وفي البوكمال وقرى (السويعية، السكرية، الحمدان، عشاير، معيزيلة، الغبرة، العرقوب، حويجة المشاهدة، المصلخة، ناحية هجين، أبو حمام، منطقة المياذين، الطيبة)وفي محافظة دير الزور في (حي المشاهدة، حي العرفي) وقرى (الصبحة، البغيلية، السعدة، الذيانات) وفي بلدة مرقدة ومحافظة الحسكة وفي محافظة حمص داخل المدينة وفي قرى (المشاهدة، بابا عمرو، الخالدية، تل الشور، جوبر، القصير) وفي تدمر الطيبة بالقرب من السخنة وفي ريف محافظة إدلب وريف محافظة الرقة وفي محافظة اللاذقية في مدينة جبلة وفي محافظة حلب و مدينة العيس (قنسرين) والواسطة وزيتان والزربة وخان طومان والمغير وجرابلس وماحولها وفي غوطة دمشق وتل الصوان وعذرا ودوما وماحولها وبعض المناطق الصغيرة في الشام.
- الخليج العربي (قطر، البحرين،الكويت) بطون وفروع وأفخاذ وعوائل قبيلة السادة المشاهدة.

## فروعها
هنالك تسعة بطون رئيسة لقبيلة السادة المشاهدة وهي (البو شهاب الدين والبو عون الدين والبو تاج الدين والبو خزام الغياب والبو شوكة الثابت والبو نجم الدين والبو محمد السالم المنصور والبو محمد الناهض المنصور والبو خضير الناهض المنصور (البو شوكة الثابت)).
- البو ظاهر
- البو فراس
- البو صالح
- البو عثمان
- البو شيتي
- البو ياسين
- البو حسين الحديد
- البو يوسف
- البو معلك
- البو يونس
- البو بدر
- البو شبلي
- البو علي
- البو شنيدح (البو صيرة)
- البو حداد
- البو هيار
- البو حلو
- البو عبد عون
- البو نهير
- البو حبيب الشلال
- البو هبش
- البو ربيع
- البو عمر
- البو عون الدين
- البو تاج الدين
- البو عز الدين
- البو نجم الدين
- البو درويش
- البو لطيف
- الهرامشة
- الشراعبة
- البو خالد
- البو عبدو
- البو كمولي
- البو طرودي
- البو حمدون
- البو مشيهد
- البو بكر
- البو إبراهيم الشبل
- البو حجازي
- البو محسن
- البو خليفة
- البو شوكة العبد الله
- الافتيحات
- البو عكلة
- البو غنطوس
- البو غزال
- البو صالح
- البو محمد الدهموش
- البو جمعون
- البو علاو
- البو غنام
- البو حمد
- البو هرموش المدلج
- البو عيسى
- البو جراد
- البو شويل
- البو كطاية
- البو خضر
- البو شهاب (شهابات)
- البو ذرباع
- البو زرير
- البو حسن الجديع
- البو سحاب
- البو فياض
- البو مرجان
- البو ركنية
- البو محمد امين
- البو صالح الياسين
- توحي
- الاشهابات
- البو شوكة
- البو ذان
- .البو محمد الناهض
- البو مدلج
- البو جرنة
- البو إسماعيل
- المناصرة
- السيد مرعي
- البو سورور

## من شخصياتها
- محمد جاسم المشهداني
- محسن مهدي